# Danderyd (comuna)
Danderyd (em sueco: Danderyd kommun) é uma comuna da Suécia localizada no condado de Estocolmo. Sua capital é a cidade de Djursholm. Possui 26,4 quilômetros quadrados e segundo censo de 2018, havia 33 187 habitantes. Está situada na província histórica da Uppland, a uma distância de 8 km da cidade de Estocolmo.